# Plagiochila britannica
Plagiochila britannica är en växt i släktet bräkenmossor som har sitt huvudsakliga utbredningsområde i nordvästra Europa.
Växten upptäcktes på Brittiska öarna och beskrevs 2013 av Jean A. Paton som nya art. De flesta fynd gjordes i norra England, Wales, Skottland och Irland. Senare dokumenterades arten även i Spanien, Schweiz och södra Tyskland. Antagligen finns flera populationer i Europa som hittills blev obeaktade. Fynd gjordes i låglandet och i bergstrakter upp till 2000 meter över havet. Jämförd med Plagiochila porelloides är artens ovala blad smalare.
Denna bräkenmossa hittas oftast i skuggiga delar av lövfällande skogar. Den växer ofta intill andra arter av samma släkte som Plagiochila asplenioides och Plagiochila porelloides samt intill andra bladmossor som Porella platyphylla, Ctenidium molluscum, Homalothecium sericeum, Rhynchostegiella tenella, Thamnobryum alopecurum och Tortella tortuosa.
För beståndet är inga hot kända och hela populationen antas vara stabil. IUCN listar arten som livskraftig (LC).